# ویکی‌پدیای ولوفی
ویکی‌پدیای ولوفی نسخهٔ زبان ولوفی وب‌گاه ویکی‌پدیا است.

## تاریخچه
ویکی‌پدیای ولوفی در ۲۵ اوت ۲۰۱۶، با ۱٬۰۵۵ مقاله، در رتبه دویست و چهل و چهار ویکی‌پدیاها قرار دارد.